# Lista de primeiros-ministros do Turcomenistão
A seguir a lista de chefes de governo do Turquemenistão desde a criação do cargo em 1925 até sua abolição em 1992.

## Lista de Primeiros-ministros do Turquemenistão (1925-1992)
| N.º                                              | Retrato                                          | Nome                                             | Mandato                                          | Mandato                                          |
| N.º                                              | Retrato                                          | Nome                                             | Início                                           | Fim                                              |
| República Socialista Soviética do Turquemenistão | República Socialista Soviética do Turquemenistão | República Socialista Soviética do Turquemenistão | República Socialista Soviética do Turquemenistão | República Socialista Soviética do Turquemenistão |
| (Presidente do Conselho de Comissários do Povo)  | (Presidente do Conselho de Comissários do Povo)  | (Presidente do Conselho de Comissários do Povo)  | (Presidente do Conselho de Comissários do Povo)  | (Presidente do Conselho de Comissários do Povo)  |
| ------------------------------------------------ | ------------------------------------------------ | ------------------------------------------------ | ------------------------------------------------ | ------------------------------------------------ |
| 1                                                |                                                  | Kaikhaziz Atabayev                               | 20 de fevereiro de 1925                          | 8 de julho de 1937                               |
| 2                                                |                                                  | Aitbay Khudaybergenov                            | 8 de julho de 1937                               | 17 de outubro de 1945                            |
| 3                                                |                                                  | Sukhan Babayev                                   | 17 de outubro de 1945                            | 15 de março de 1946                              |
| (Presidente do Conselho de ministros)            |                                                  |                                                  |                                                  |                                                  |
| 1                                                |                                                  | Sukhan Babayev                                   | 15 de março de 1945                              | 14 de julho de 1951                              |
| 2                                                |                                                  | Balysh Ovezov                                    | 14 de julho de 1951                              | 14 de janeiro de 1958                            |
| 3                                                |                                                  | Dzhuma Durdy Karayev                             | 14 de janeiro de 1958                            | 20 de janeiro de 1959                            |
| 4                                                |                                                  | Balysh Ovezov                                    | 20 de janeiro de 1959                            | 13 de junho de 1960                              |
| 5                                                |                                                  | Abdy Annaliyev                                   | 13 de junho de 1960                              | 23 de março de 1963                              |
| 6                                                |                                                  | Muhammetnazar Gapurow                            | 23 de março de 1963                              | 25 de dezembro de 1969                           |
| 7                                                |                                                  | Oraz Orazmuhammedow                              | 25 de dezembro de 1969                           | 17 de dezembro de 1975                           |
| 8                                                |                                                  | Bally Yazkuliyev                                 | 17 de dezembro de 1975                           | 15 de dezembro de 1978                           |
| 10                                               |                                                  | Chary Karriyev                                   | 15 de dezembro de 1978                           | 16 de março de 1985                              |
| 11                                               |                                                  | Saparmyrat Nyýazow                               | 16 de março de 1985                              | 4 de janeiro de 1986                             |
| 12                                               |                                                  | Annamurat Hojamyradow                            | 4 de janeiro de 1986                             | 17 de novembro de 1989                           |
| 13                                               |                                                  | Han Ahmedow                                      | 5 de dezembro de 1989                            | 27 de outubro de 1991                            |
| República do Turquemenistão                      |                                                  |                                                  |                                                  |                                                  |
| (Primeiro-ministro)                              |                                                  |                                                  |                                                  |                                                  |
| 1                                                |                                                  | Han Ahmedow                                      | 27 de outubro de 1991                            | 18 de maio de 1992                               |